# Kvarner-öböl
A Kvarner-öböl (horvátul Kvarnerski zaljev, olaszul Golfo del Quarnero) az Adriai-tenger része, amely az Isztriai-félsziget, a szárazföld és számos kisebb-nagyobb sziget között helyezkedik el, és Horvátország területéhez tartozik.
A Kvarner-öböl egészének neve a partvidékkel és a szigetvilággal együtt Kvarner vagy Kvarner-vidék (horvátul Kvarnersko primorje). 
A Kvarner elnevezés az olasz Quarnero megfelelője, amely a latin quernus („tölgyerdő”) szóból ered, és a partvidék egykori tölgyeseire utal.

## Részei, fekvése
A Kvarner legnagyobb szigetei Cres, Krk, Pag, Rab és Lošinj. A szárazföld, Cres, Krk, Rab és Pag között található legnagyobb egybefüggő tengerrész neve Kvarnerić („kis Kvarner”). A másik nagy egybefüggő vízfelület a szárazföld (Fiume és partvidéke), Cres és Krk szigetek között van.
A Kvarner-öböl vize igen mély, ami lehetővé teszi, hogy a fiumei kikötőt még a legnagyobb tengeri tankhajók is használhassák.
A Krk-szigetre ível az 1980-ban a világ legnagyobb támaszközű ívhídjának számító Krki híd, ma már csak Európában őrzi elsőségét, a világon a második helyre került.